# スタンリー・ジョンソン
スタンリー・ハーバート・ジョンソン・ジュニア（Stanley Herbert Johnson Jr., 1996年5月29日 - ）は、アメリカ合衆国カリフォルニア州アナハイム出身のプロバスケットボール選手。B.LEAGUE・長崎ヴェルカに所属している。ポジションはスモールフォワードまたはパワーフォワード。

## 経歴

### 学生時代
2014年度のカリフォルニア州のミスター・バスケットボールに選出され、将来の有望株として注目されていたジョンソンはアリゾナ大学 (ワイルドキャッツ) に進学。1年生ながら平均13.8得点、6.5リバウンドを記録するなどオールラウンダーぶりを発揮し、Pac-12カンファレンスの新人王にも選出され、注目の的となった。シーズン終了後に2015年のNBAドラフトにアーリーエントリーすることを表明した。

### デトロイト・ピストンズ
2015年6月28日に行われたNBAドラフトにて1巡目全体8位でデトロイト・ピストンズから指名された。 

### ニューオーリンズ・ペリカンズ
2019年2月8日に3チームが絡むトレードでニューオーリンズ・ペリカンズへ移籍した。

### トロント・ラプターズ
7月10日にトロント・ラプターズとの2年総額750万ドルの契約に合意した。

### サウスベイ・レイカーズ
2021-22シーズン開幕前にシカゴ・ブルズと契約するも開幕前に解雇された。
その後、2021年11月15日にサウスベイ・レイカーズと契約。その後、12月9日に新型コロナウイルスの安全プロトコルにより離脱者が続出していたブルズと10日間契約を結んだ。しかし、1試合も出場することなくFAとなった。

### ロサンゼルス・レイカーズ
2021年12月24日にロサンゼルス・レイカーズと10日間契約を結んだ。2022年1月6日に2度目の10日間契約を結び、17日に3度目の10日間契約を結ぶと、27日に2年間の正式契約を結んだ。2年目はチームオプションとなる。
2022年8月25日にパトリック・ベバリーとのトレードで、テイレン・ホートン＝タッカーと共にユタ・ジャズへ放出され、10月15日に解雇された。

### スーフォールズ・スカイフォース
2022年12月8日にGリーグのスーフォールズ・スカイフォースと契約した。

### サンアントニオ・スパーズ
2022年12月13日にサンアントニオ・スパーズと1年契約を結んだ。
2023年2月12日に解雇された。

### アナドル・エフェスSK
2024年7月4日、ユーロリーグとBSLに所属するアナドル・エフェスSKへの加入が発表された。BSLでは6試合に出場し、1試合平均15.5分の出場で、6.2得点、2.7リバウンド、フィールドゴール成功率53.8パーセント、スリーポイント成功率45.0パーセント、ユーロリーグでは17試合に出場し、1試合平均7.8分の出場で、1.9得点、1.1リバウンド、フィールドゴール成功率31.4パーセント、フリースロー成功率69.2パーセントという成績を残したが、2025年2月11日、エフェスからの退団が発表された。

### 長崎ヴェルカ
2025年7月29日、長崎ヴェルカへの加入が発表された。

## その他
デトロイト・ピストンズに入団した当初は背番号『3』を着用していたが、2016年2月にベン・ウォーレスの永久欠番化が決定したのに伴い、2016-17シーズンより『7』に変更している。

## 個人成績

### NBA

#### レギュラーシーズン
| シーズン | チーム | GP  | GS  | MPG  | FG%  | 3P%  | FT%  | RPG | APG | SPG | BPG | PPG |
| -------- | ------ | --- | --- | ---- | ---- | ---- | ---- | --- | --- | --- | --- | --- |
| 2015–16  | DET    | 73  | 6   | 23.1 | .375 | .307 | .784 | 4.2 | 1.6 | .8  | .2  | 8.1 |
| 2016–17  | DET    | 77  | 1   | 17.8 | .353 | .292 | .679 | 2.5 | 1.4 | .7  | .3  | 4.4 |
| 2017–18  | DET    | 69  | 50  | 27.4 | .375 | .286 | .772 | 3.7 | 1.6 | 1.4 | .2  | 8.7 |
| 2018–19  | DET    | 48  | 7   | 20.0 | .381 | .282 | .804 | 3.6 | 1.3 | 1.0 | .3  | 7.5 |
| 2018–19  | NOP    | 18  | 0   | 13.7 | .418 | .324 | .692 | 2.3 | 1.6 | .7  | .1  | 5.3 |
| 2019–20  | TOR    | 25  | 0   | 6.0  | .373 | .292 | .563 | 1.5 | .8  | .2  | .2  | 2.4 |
| 2020–21  | TOR    | 61  | 13  | 16.5 | .382 | .328 | .800 | 2.5 | 1.5 | .9  | .3  | 4.4 |
| 2021–22  | LAL    | 48  | 27  | 22.8 | .466 | .314 | .716 | 3.2 | 1.7 | .9  | .3  | 6.7 |
| 2022–23  | SAS    | 30  | 0   | 15.6 | .533 | .450 | .667 | 3.2 | 2.2 | .5  | .2  | 5.8 |
| 通算     | 通算   | 449 | 104 | 19.8 | .391 | .305 | .748 | 3.1 | 1.5 | .9  | .2  | 6.2 |

#### プレーオフ
| シーズン | チーム | GP | GS | MPG  | FG%  | 3P%  | FT%   | RPG | APG | SPG | BPG | PPG |
| -------- | ------ | -- | -- | ---- | ---- | ---- | ----- | --- | --- | --- | --- | --- |
| 2016     | DET    | 4  | 0  | 20.3 | .522 | .600 | 1.000 | 4.0 | .0  | .3  | .0  | 8.0 |
| 2020     | TOR    | 3  | 0  | 6.7  | .445 | .400 | 1.000 | 1.3 | 2.0 | .0  | .0  | 4.3 |
| 通算     | 通算   | 7  | 0  | 14.4 | .500 | .533 | 1.000 | 2.9 | .9  | .1  | .0  | 6.4 |

### ユーロリーグ
| シーズン | チーム               | GP | GS | MPG | FG%  | 3P%  | FT%  | RPG | APG | SPG | BPG | PPG | PIR |
| -------- | -------------------- | -- | -- | --- | ---- | ---- | ---- | --- | --- | --- | --- | --- | --- |
| 2024–25  | アナドル・エフェスSK | 17 | 5  | 7.5 | .314 | .133 | .692 | 1.1 | .3  | .4  | .1  | 1.9 | 1.2 |
| 通算     | 通算                 | 17 | 5  | 7.5 | .314 | .133 | .692 | 1.1 | .3  | .4  | .1  | 1.9 | 1.2 |

### カレッジ
| シーズン | チーム   | GP | GS | MPG  | FG%  | 3P%  | FT%  | RPG | APG | SPG | BPG | PPG  |
| -------- | -------- | -- | -- | ---- | ---- | ---- | ---- | --- | --- | --- | --- | ---- |
| 2014–15  | アリゾナ | 38 | 38 | 28.4 | .446 | .371 | .742 | 6.5 | 1.7 | 1.5 | .4  | 13.8 |